# Abyss (Thelema)
V okultismu je Abyss (angl. z řec. abyssos, bezedný, propast) propast oddělující individuální vědomí od jeho univerzálního zdroje. Abyss je obýván démonem Choronzonem. Veškeré magické a mystické znalosti závisí na úspěšném překonání Abyssu, který je symbolizován jako noční poušť vyprahlého lidského intelektu. Jde o propast mezi fenomenálním světem manifestací a jeho noumenálním zdrojem, tj. nemanifestovaným světem. Jde tedy o „propast“ mezi světem projevujícím se lidskému vědomí a světem, který se lidskému vědomí neprojevuje.
Propast Abyss je chráněna démonem Choronzonem, který se pokouší za jakoukoliv cenu zastavit mystika od překonání Abyssu.
Překonání Choronzona a Abyssu je považováno za cíl a magnum opus každého mystika.
O Abyss se zmiňuje Aleister Crowley, okultista a zakladatel Thelemy, ve svých dílech The Book of Lies a Little Essays Toward Truth.